# شهرستان هیوز (اکلاهما)
شهرستان هیوز، اکلاهما (به انگلیسی: Hughes County, Oklahoma) شهرستانی در ایالات متحده آمریکا است که در اکلاهما واقع شده‌است.

## خصوصیات
شهرستان هیوز ۲٬۱۱۰ کیلومترمربع مساحت دارد.